# Lei de Hooke
A lei de Hooke é a lei da física relacionada à elasticidade de corpos, que serve para calcular a deformação causada pela força exercida sobre um corpo, tal que a força é igual ao deslocamento da massa a partir do seu ponto de equilíbrio vezes a característica constante do corpo é deformada:
{\displaystyle F=k\,\Delta l}
No SI, {\displaystyle F} em newtons, {\displaystyle k} em {\displaystyle {\frac {\text{newton}}{\text{metro}}}} e {\displaystyle \Delta l} em metros.
Nota-se que a força produzida pela mola é diretamente proporcional ao seu deslocamento do estado inicial (equilíbrio). O equilíbrio na mola ocorre quando ela está em seu estado natural, ou seja, sem estar comprimida ou esticada. Após comprimi-la ou estica-la, a mola sempre faz uma força contrária ao movimento, calculada pela expressão acima.

## Histórico e descrição
Existe uma grande variedade de forças de interação, e que a caracterização de tais forças é, via de regra, um trabalho de caráter puramente experimental. Entre as forças de interação que figuram mais frequentemente nos processos que se desenvolvem ao nosso redor figuram as chamadas forças elásticas, isto é, forças que são exercidas por sistemas elásticos quando sofrem deformações. Por este motivo é interessante que se tenha uma ideia do comportamento mecânico dos sistemas elásticos.
Não conhecemos corpos perfeitamente rígidos, uma vez que todos os experimentados até hoje sofrem deformações mais ou menos apreciáveis quando submetidos à ação de forças, entendendo-se por deformação de um corpo uma alteração na forma, ou nas dimensões do corpo considerado. Essas deformações, que podem ser de vários tipos - compressões, distensões, flexões, torções, etc. - podem ser elásticas ou plásticas.
- Deformação plástica: persiste mesmo após a retirada das forças que a originaram.
- Deformação elástica: quando desaparece com a retirada das forças que a originaram.

Em 1660 o físico inglês Robert Hooke (1635-1703), observando o comportamento mecânico de uma mola, descobriu que as deformações elásticas obedecem a uma lei muito simples. Hooke descobriu que quanto maior fosse o peso de um corpo suspenso a uma das extremidades de uma mola (cuja outra extremidade era presa a um suporte fixo) maior era a deformação (no caso: aumento de comprimento) sofrida pela mola. Analisando outros sistemas elásticos,
Hooke verificou que existia sempre proporcionalidade entre força deformantes e deformação elástica produzida. Pôde então enunciar o resultado das suas observações sob forma de uma lei geral. Tal lei, que é conhecida atualmente como lei de Hooke, e que foi publicada por
Hooke em 1676, é a seguinte:
| “ | As forças deformantes são proporcionais às deformações elásticas produzidas. | ” |

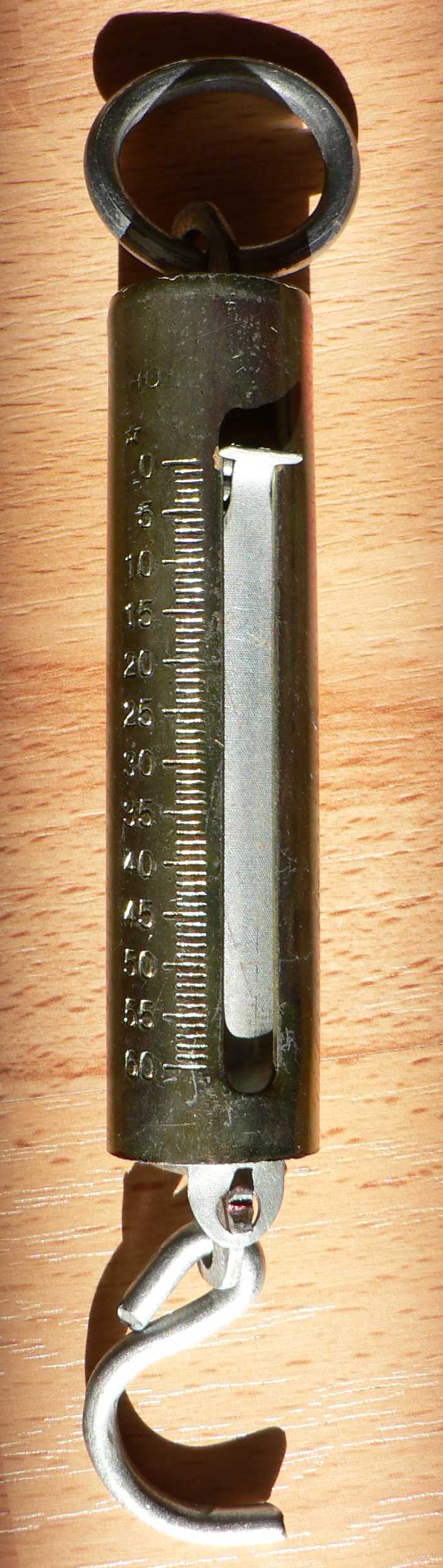
Um Dinamómetro que usa a lei de Hooke para medir o peso.

Estando uma mola no seu estado relaxado e sendo uma extremidade mantida fixa, aplicamos uma força({\displaystyle F}) à sua extremidade livre, observando certa deformação. Ao observar esse fato, Hooke estabeleceu uma lei, a Lei de Hooke, relacionando Força Elástica({\displaystyle F_{el}}), reação da força aplicada, e deformação da mola ({\displaystyle \Delta }):
A intensidade da Força elástica ({\displaystyle F_{el}}) é diretamente proporcional à deformação ({\displaystyle \Delta }).
Matematicamente, temos: {\displaystyle F_{el}=k*\Delta l}; ou vetorialmente: {\displaystyle F_{el}=-k*\Delta l}, onde {\displaystyle k} é uma constante positiva denominada Constante Elástica da mola, com unidade no S.I. de {\displaystyle {\frac {N}{m}}}. A Constante Elástica da mola traduz a rigidez da mola, ou seja, representa uma medida de sua dureza. Quanto maior for a Constante Elástica da mola, maior será sua dureza.
É importante ressaltar que o sinal negativo observado na expressão vetorial da Lei de Hooke, significa que o vetor Força Elástica ({\displaystyle F_{el}}), possui sentido oposto ao vetor deformação (vetor força aplicada), isto é, possui sentido oposto à deformação, sendo a força elástica considerada uma força restauradora.
Sendo {\displaystyle W} a Força aplicada, tem-se:
A lei de Hooke pode ser utilizada desde que o limite elástico do material não seja excedido. O comportamento elástico dos materiais segue o regime elástico na lei de Hooke apenas até um determinado valor de força, após este valor, a relação de proporcionalidade deixa de ser definida (embora o corpo volte ao seu comprimento inicial após remoção da respectiva força). Se essa força continuar a aumentar, o corpo perde a sua elasticidade e a deformação passa a ser permanente (inelástico), chegando à ruptura do material.
O instrumento que usa a lei de Hooke para medir forças é o dinamômetro.

## Molas "escalares" gerais
A lei de mola de Hooke geralmente se aplica a qualquer objeto elástico, de complexidade arbitrária, desde que a deformação e a tensão possam ser expressos por um único número que pode ser positivo e negativo.
Por exemplo, quando um bloco de borracha ligado a duas placas paralelas é deformado por Cisalhamento simples , em vez de alongamento ou compressão, a força de corte F e o deslocamento lateral das placas X obedecem à lei de Hooke (para deformações suficientemente pequenas).
A lei de Hooke também se aplica quando uma barra de aço reta ou um feixe de concreto, suportado em ambas as extremidades, é curvado por um peso F colocado em algum ponto intermediário. O deslocamento X neste caso é o desvio do feixe, medido na direção transversal, em relação à sua forma não descarregada.
A lei também se aplica quando um fio de aço esticado é torcido, puxando uma alavanca unida a uma extremidade. Neste caso, F pode ser tomado como força aplicada à alavanca e X como a distância percorrida ao longo do seu caminho circular. Ou, de forma equivalente, pode-se deixar F o torque aplicado pela alavanca até a extremidade do fio e X ser o ângulo pelo qual essa extremidade gira. Em ambos os casos F é proporcional a X (embora a constante k seja diferente em cada caso).

## Formulação vetorial
No caso de uma mola helicoidal esticada ou comprimida ao longo de seu eixo , a força aplicada (ou de restauração) e o alongamento ou compressão resultante têm a mesma direção (que é a direção desse eixo). Portanto, se F e X são definidos como vetores , a equação de Hooke ainda mantém e diz que o vetor de força é o vetor de alongamento multiplicado por um escalar fixo.

## Força geral do tensor
Alguns corpos elásticos se deformarão em uma direção quando submetidos a uma força com uma direção diferente. Um exemplo é um feixe de madeira horizontal com uma seção transversal quadrada não quadrada que é dobrada por uma carga transversal que não é nem vertical nem horizontal. Nesses casos, a magnitude do deslocamento X será proporcional à magnitude da força F , desde que a direção do último permaneça a mesma (e seu valor não é muito grande); Então a versão escalar da lei Hooke F = kX será realizada. No entanto, os vetores de força e deslocamento não serão múltiplos escalares uns dos outros, pois eles têm diferentes direções. Além disso, a relação k entre suas magnitudes dependerá da direção do vetor F.
No entanto, em tais casos, muitas vezes existe uma relação linear fixa entre a força e os vetores de deformação, desde que sejam suficientemente pequenos. Ou seja, há uma função κ de vetores para vetores, de modo que F = κ ( X ) e κ ( α X 1 + β X 2 ) = α κ ( X 1 ) + β κ ( X 2 ) para qualquer número real Α , β e quaisquer vetores de deslocamento X 1 , X 2 . Essa função é chamada de tensor (de segunda ordem).
Com respeito a um Sistema de coordenadas cartesiano arbitrário, os vetores de força e deslocamento podem ser representados por matrizes de 3 × 1 de números reais. Então o tensor κ conectando-os pode ser representado por uma matriz 3 × 3 κ de coeficientes reais, que, quando multiplicada pelo vetor de deslocamento, dá o vetor de força.
Isso é,
{\displaystyle {\ F_{i}=\ _{k}{i1}X_{1}+\ _{k}{i2}X_{2}+\ _{k}{}i3X_{3}}}
Para i = 1, 2, 3 . Portanto, a lei de Hooke F = κX pode ser dita também quando X e F são vetores com direções variáveis, exceto que a rigidez do objeto é um tensor κ , em vez de um único número real k .

## Leis análogas
Uma vez que a lei de Hooke é uma proporcionalidade simples entre duas quantidades, suas fórmulas e consequências são matematicamente semelhantes às de muitas outras leis físicas, como aquelas que descrevem o movimento de fluidos ou a polarização de um dielétrico por um campo elétrico .
Em particular, a equação do tensor σ = cε relacionando as deformações elásticas com as tensões é inteiramente semelhante à equação τ = με̇ relacionando o tensor de tensão viscosa τ e o tensor da taxa de deformação ε̇ nos fluxos de fluidos viscosos , embora o primeiro pertença a tensões estáticas (relacionadas à quantidade de deformação), enquanto o último refere-se a tensões dinâmicas (relacionadas à taxa de deformação).

## Unidades de medida
Nas unidades SI , os deslocamentos são medidos em metros (m) e força em newtons (N ou kg · m / s 2 ). Portanto, a constante de mola k , e cada elemento do tensor κ , é medida em newtons por metro (N / m), ou quilogramas por segundo ao quadrado (kg / s 2 ).
Para meios contínuos, cada elemento do tensor de tensão σ é uma força dividida por uma área; É medido em unidades de pressão, ou seja, pascals (Pa, ou N / m2 , ou kg / (m.s 2 ). Os elementos do tensor de deformação ε são sem dimensões (deslocamentos divididos por distâncias). Portanto, as entradas De c ijkl também são expressas em unidades de pressão.

## A Lei de Hooke Aplicada a Materiais
A Lei de Hooke também é percebida após a realização do ensaio de tração e deste é obtido o gráfico de Tensão x Extensão. O comportamento linear mostrado no início do gráfico está nos afirmando que a Tensão é proporcional à Extensão. Logo, existe uma constante de proporcionabilidade entre essas duas grandezas.
Sendo,
onde:
{\displaystyle \sigma =} Tensão em Pascal
{\displaystyle \varepsilon =} Deformação específica, (adimensional)
{\displaystyle E=} Módulo de elasticidade ou Módulo de Young
O módulo de elasticidade {\displaystyle E} é uma homenagem ao cientista Thomas Young (1773-1829).